# Bernhard Scholz
Bernhard Scholz (n. 30 martie 1835 la Mainz, d. 26 decembrie 1916, la München) a fost un compozitor și dirijor german.